# Brestovica pri Komnu
Brestovica pri Komnu je naselje Tržaškega Krasa v Občini Komen. Vaško skupnost Brestovica pri Komnu sestavljata vas Brestovica pri Komnu in manjša vasica Vale, ki leži nekaj kilometrov pred Brestovico s komenske strani.
Brestovica je večje razpotegnjeno naselje v zahodnem delu nizkega podolja na jugozahodni strani Komenskega Krasa. Vas je obdana z vzpetinami Gredina, Grižnik, Ostri Vrh in Reber, od koder se odpira pogled na bližnjo Furlansko nižino in morje. Vas se deli na dve med seboj precej oddaljeni naselji: 
- Gornja Brestovica z zaselkoma Mošci in Mohorini
- Dolnja Brestovica z zaselkom Klariči.

Vale so manjša vasica, ki leži v kotlini, 500 metrov stran od regionalne ceste Gorjansko-Brestovica pri Komnu. K vasi pripada še zaselek Majerji.